# 養福寺 (磐田市)
養福寺（ようふくじ）は、静岡県磐田市に所在する曹洞宗の寺院。山号は龍祥山（りゅうしょうざん）。

## 起源と歴史
慶長4年(1599年)より、阿弥陀如来をまつる庵室があったが、1724年(享保9年)、同地に本寺が建立された。
本堂は文化元年(1804年)火災に遭い、再建されたものの、文化13年(1816年)にも出火し全焼。さらに、安政東海地震(1854年)に被災し、倒壊する。これらの災難が降りかかるたびに住職と村人たちが協力して東海道を通りかかった人々に寄付を募り、再建にこぎつけたとされる。
2014年(平成26年)10月5日には、本堂と位牌堂の新築落慶法要が行なわれた。

## 交通アクセス
- 東名高速道路磐田インターチェンジから車で15分
- JR東海道線豊田町駅から車で5分、磐田駅から車で10分
- 磐田市生活バス掛塚磐田駅線とつか系統「下本郷東」停留所から徒歩約5分。（JR東海道線豊田町駅から磐田駅行バスで約5分。磐田駅からとつか経由蟹町行バスで約10分。）